# 1980 في كوريا الجنوبية
فيما يلي قوائم الأحداث التي وقعت خلال عام 1980 في كوريا الجنوبية.

## أحداث
- 1 يناير – انتفاضة غوانغجو
- 8 أبريل – كوريا الجنوبية تدشن أول غواصة مصنوعة محليا.

## سياسة

### تعيين في المنصب
- 1 سبتمبر – تشون دو هوان رئيس كوريا الجنوبية.

### انتهاء فترة المنصب
- 16 أغسطس – تشوي كيو ها رئيس كوريا الجنوبية.

## مواليد

### يناير
- 8 يناير – إي جونغ سو لاعب كرة قدم كوري جنوبي.

### فبراير
- 7 فبراير – إي جونغ هيون
- 28 فبراير – بادا

### مارس
- 4 مارس – جونغ دا بن

### أبريل
- 4 أبريل – غونغ هيو جن ممثلة كورية جنوبية.
- 9 أبريل – إي يو وون ممثلة كورية جنوبية.
- 17 أبريل – كيم سون يونغ

### نوفمبر
- 16 نوفمبر – إي أون جو ممثلة كورية جنوبية.

### ديسمبر
- 25 ديسمبر – كاهي مغنية كورية جنوبية.
- 26 ديسمبر – جو جونغ سوك ممثل كوري جنوبي.

## وفيات

### مايو
- 24 مايو – كم جاي غيو (مواليد 1926) مسؤول عسكري في كوريا الجنوبية.